# 両高屋村
両高屋村（りょうたかやむら）は、かつて愛知県丹羽郡にあった村。
現在の江南市の一部（高屋町など）に該当する。

## 歴史
- 1878年（明治11年） - 高屋村と北高屋村が合併し、両高屋村になる。
- 1889年（明治22年）10月1日 - 町村制により両高屋村発足。
- 1906年（明治39年）5月1日 - 古知野町、和勝村、旭村、東野村及び栄村の一部、秋津村の一部と合併し、改めて古知野町が発足。同日両高屋村廃止。